# Армстронг, Джеймс (борец)
Джеймс Майкл «Большой Джим» Армстронг (англ. James Michael «Big Jim» Armstrong ; 14 июля 1917, Олбери, Новый Южный Уэльс, Австралия — 8 июля 1981, Сидней, Австралия) — австралийский борец вольного стиля, бронзовый призёр Олимпийских игр, пятикратный чемпион Австралии, а также игрок в регбилиг, член национальной сборной Австралии.

## Биография
Родился в 1917 году. По профессии был полицейским. Первые уроки борьбы он получил лишь на полицейской тренировке в 1938 году, в возрасте 21 года, когда поступил в школу полиции в Сиднее, но уже в 1940 году завоевал свой первый (из 21) титул чемпиона Нового Южного Уэльса. В 1946 году завоевал свой первый (из пяти) титул чемпиона страны по борьбе в тяжёлом весе, в 1948 году повторил успех.
Представлял Австралию на Олимпийских играх 1948 года, боролся в тяжёлом (свыше 87 килограммов) весе и завоевал бронзовую медаль Олимпийских игр.
См. таблицу турнира
В 1950 году победил на Играх Британской империи, стал трёхкратным чемпионом страны, и на десять лет оставил большой спорт. В 1960 году Джим Армстронг вернулся в спорт, с намерением принять участие в Олимпийских играх 1960 года в Риме. Он в четвёртый раз завоевал титул чемпиона страны, был отобран в сборную, но был вынужден сняться с соревнований, ввиду травмы колена. Но она ему не помешала в 1961 году завоевать пятый титул чемпиона страны. В 1962 году он выступил на Играх Британской империи и Содружества наций, и к своим наградам добавил бронзовую медаль этих игр, но в полутяжёлом весе.
Одновременно с карьерой борца сделал карьеру игрока в регбилиг (регби-13), с 1939 по 1947 год выступал за команду Саут Сидней Рэббитоуз в чемпионате Нового Южного Уэльса и играл в сборной Южного Уэльса. Венцом регбийной карьеры Армстронга стало выступление в 1946 году за сборную Австралии по регбилиг в матче против сборной Великобритании на Сиднейском крикетном стадионе. В 1947 году оставил занятия регби-13, чтобы сохранить статус спортсмена-любителя для выступления на Олимпийских играх.
Более 40 лет отработал в полиции Сиднея, после ухода в отставку в 1977 году был тренером команды юниоров по регби.
Умер в 1981 году.